# Чери (Потенца)
Чери (итал. Cerri) је насеље у Италији у округу Потенца, региону Базиликата.
Према процени из 2011. у насељу је живело 122 становника. Насеље се налази на надморској висини од 708 м.